# Чернишевська вулиця
Чернишевська вулиця — вулиця у Київському районі Харкова. На початку відгалужується від вулиці Григорія Сковороди в районі майдану Поезії, йде на північний схід до майдану Іподрому.

## Назва
На перехресті Чернишевської вулиці і провулка Мар'яненка в 1806-1883 рр. розташовувались два дворові місця з будівлями й садом, які належали титулярному радникові, спершу повітовому інженеру й землеміру, потім губернському архітекторові Слобідської України С. Г. Чернишову. В ті часи існувала традиція давати назву вулиці згідно з професією її мешканців або використовувати прізвище одного з перших знатних поселенців. Таким чином, вулицю назвали Чернишовською (через «о»). Деякий час паралельно існували два варіанти написання назви — Чернишовська і Чернишевська.
При своїй розбудові на північ окремі відрізки вулиці тимчасово носили назви Старокладовищенської, і далі на північ — Ново-Чернишовської. У 1914 р. вулиця остаточно набуває назви «Чернишовська».
У 1970-х роках усупереч офіційним документам вулицю стали називати вулицею Чернишевського, і навіть позмінювали таблички. У 2002 р. до реєстру назв харківських вулиць назву «Чернишевська» було включено як єдиний варіант.

## Історія
Перші відомості про початок забудови майбутньої Чернишевської вулиці відносяться до 1804 р. В архівах існує запис про садибу полковника Сердюкова. Можливо, вона стояла на місці будинку № 14. Але власне вулиця почала існувати з 1868 р. Поселенці почали селитись на південь від садиби Сердюкова. У книзі домовласників за 1874 р. зазначено три домоволодіння і, можливо, ще два подвір'я на східній стороні вулиці. На західній — вісім домоволодінь, у тому числі Провіантський склад і сторожова будка.
З 1879 р. нумерація будинків набула сьогоднішнього напрямку. У кінці 1870-х років вулиця вже простягалась до сучасної вул. Алчевських і продовжила розвиток на північ.
На перехресті Чернишевської з вулицею Гіршмана, де починається вулиця Алчевських, утворилась невелика площа. В 1925 р., після смерті Василя Еллана-Блакитного, тут було встановлено невеликий пам'ятник письменнику, а сама площа отримала його ім'я. Однак у 1934 р. пам'ятник якось уночі зник. За офіційною версією, його збили машиною і, щоб не заважати дорожньому рухові, прибрали.

## Будинки

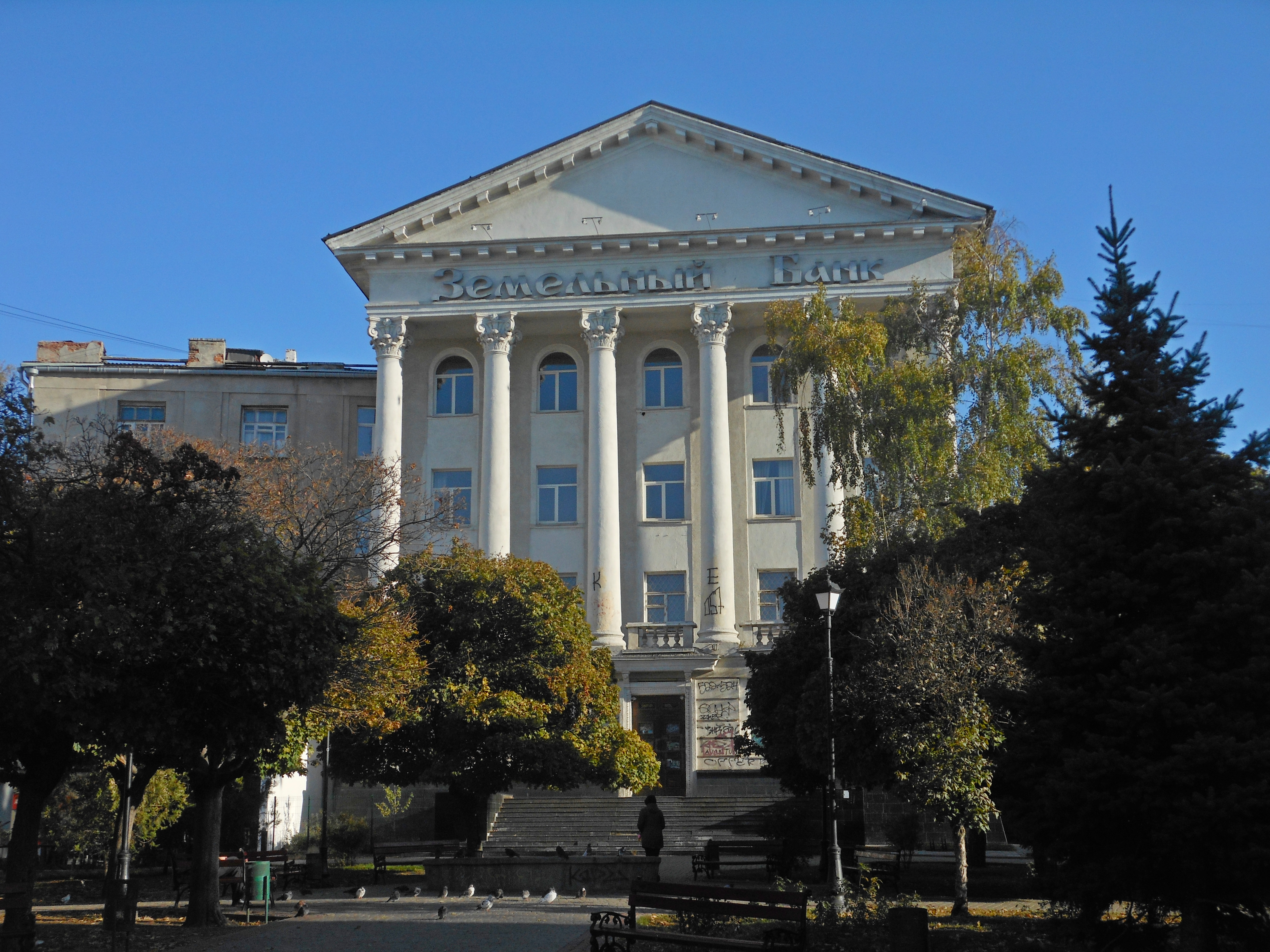
Чернишевська, 2

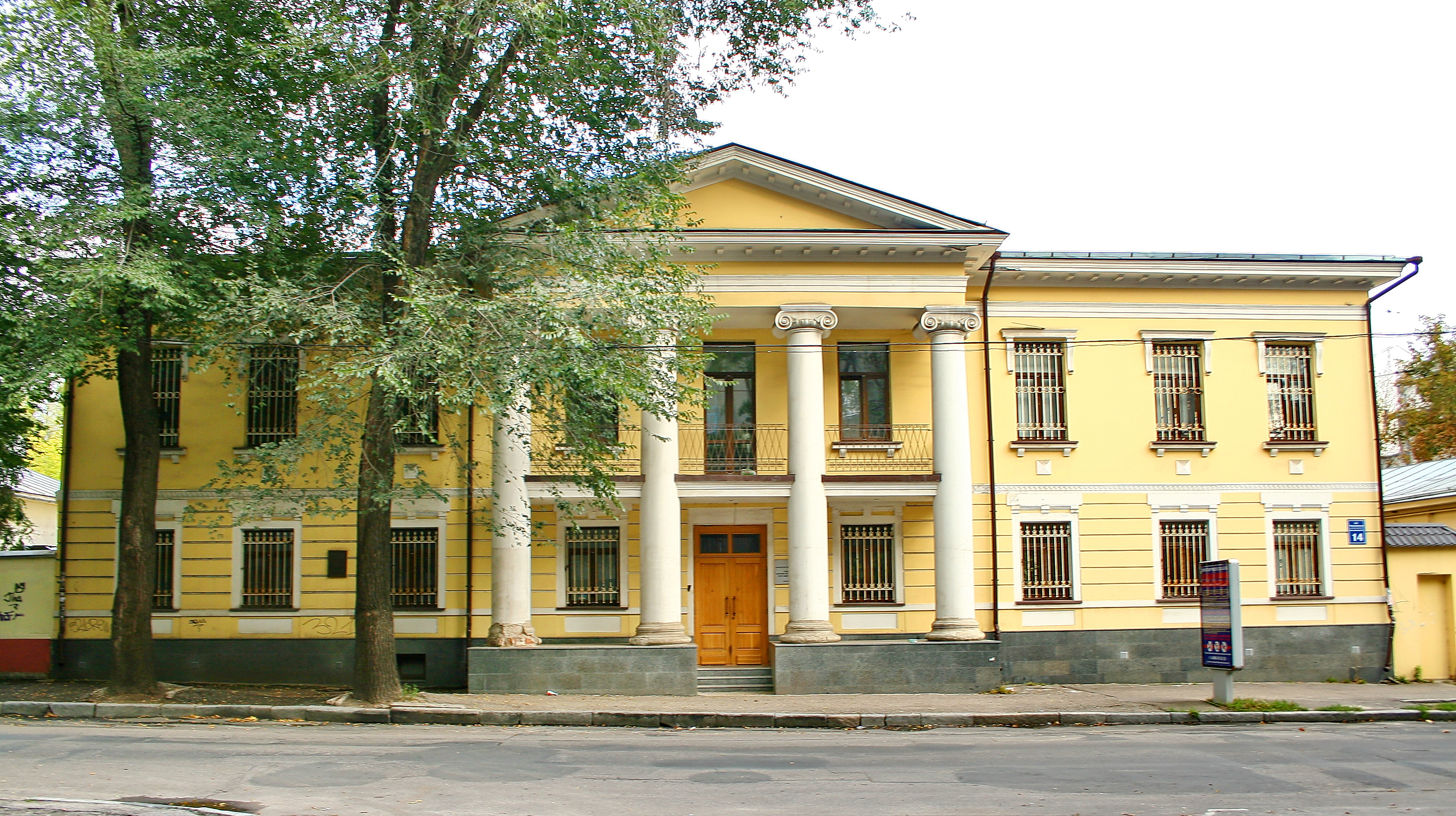
Чернишевська, 14

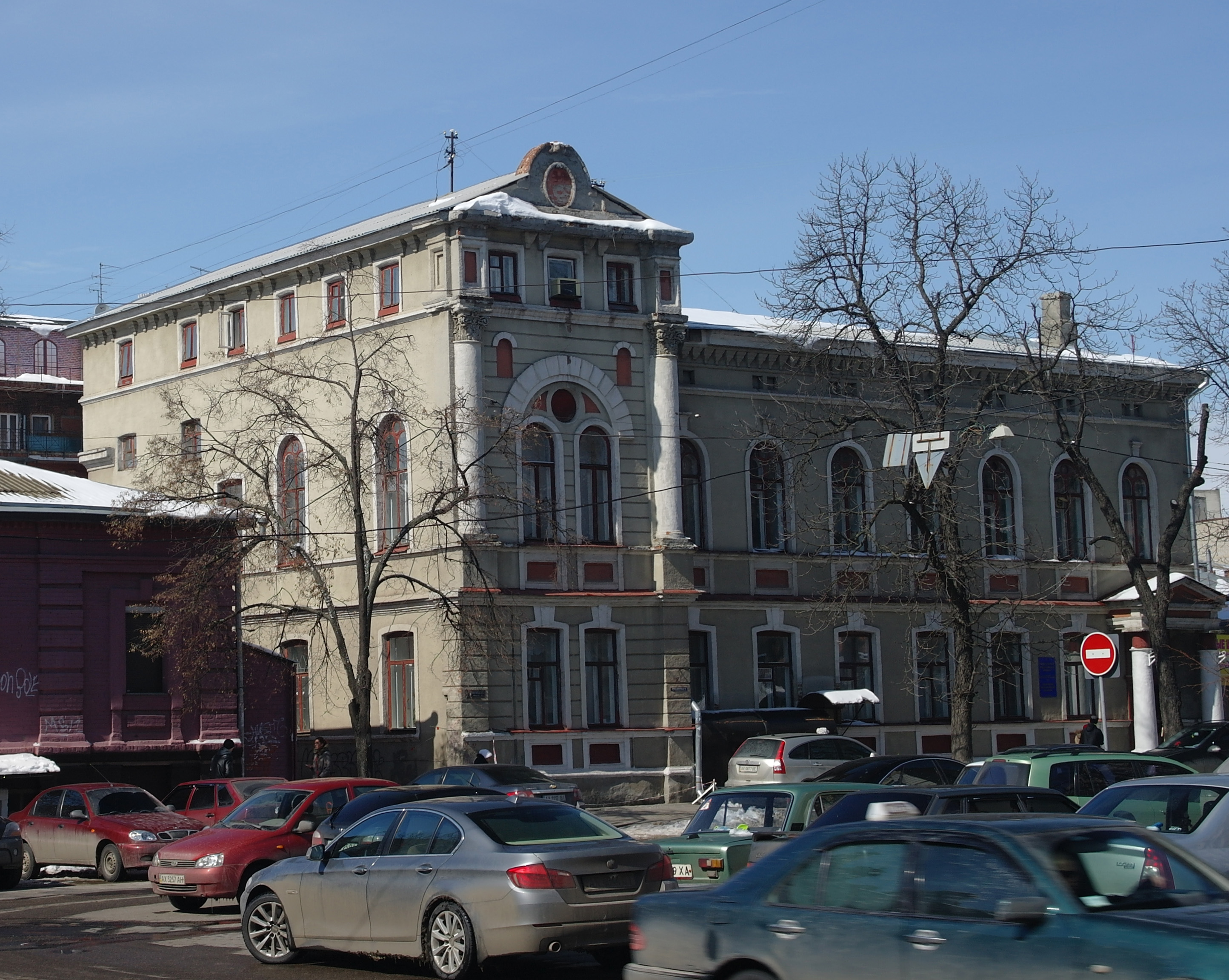
Чернишевська, 27

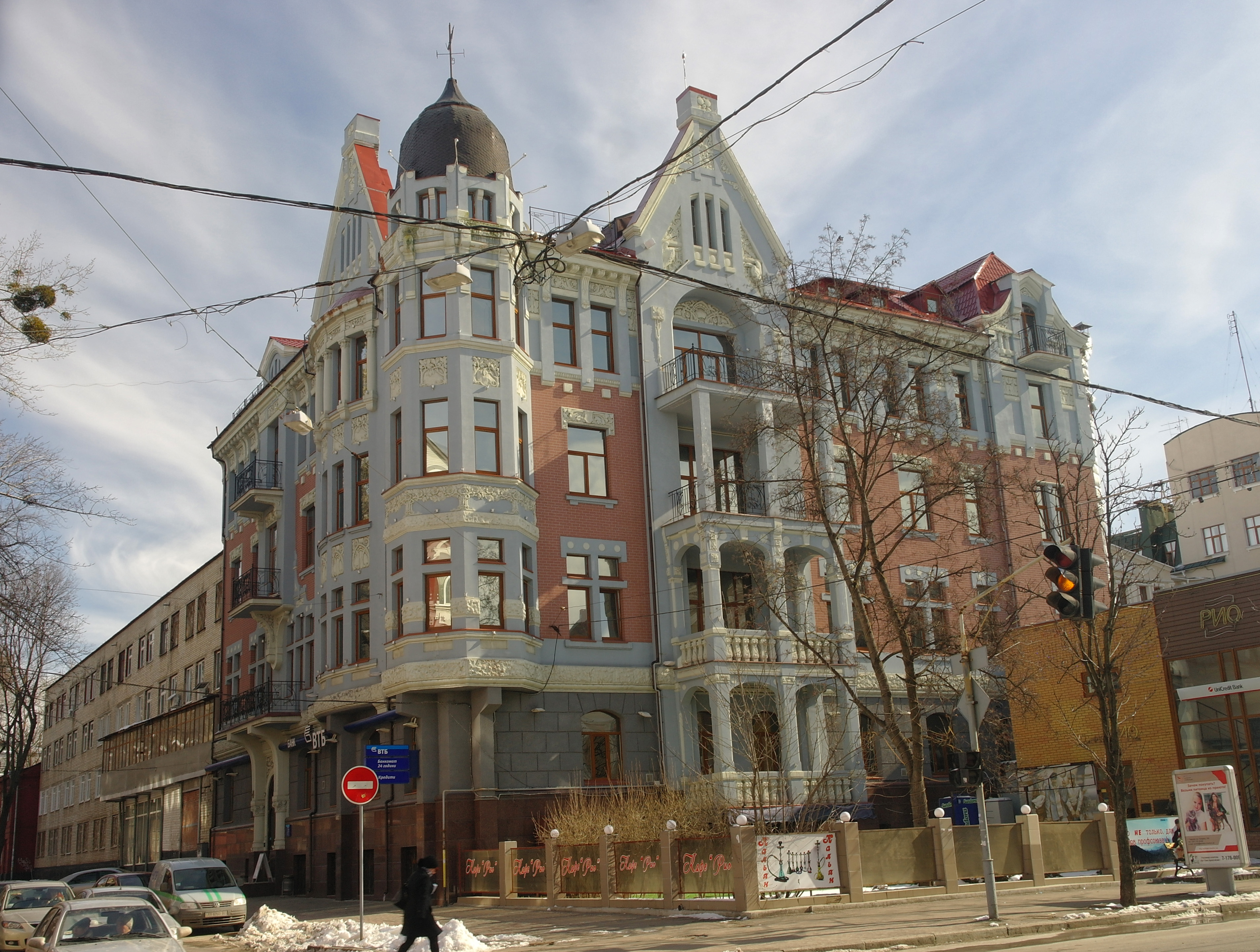
Чернишевська, 66

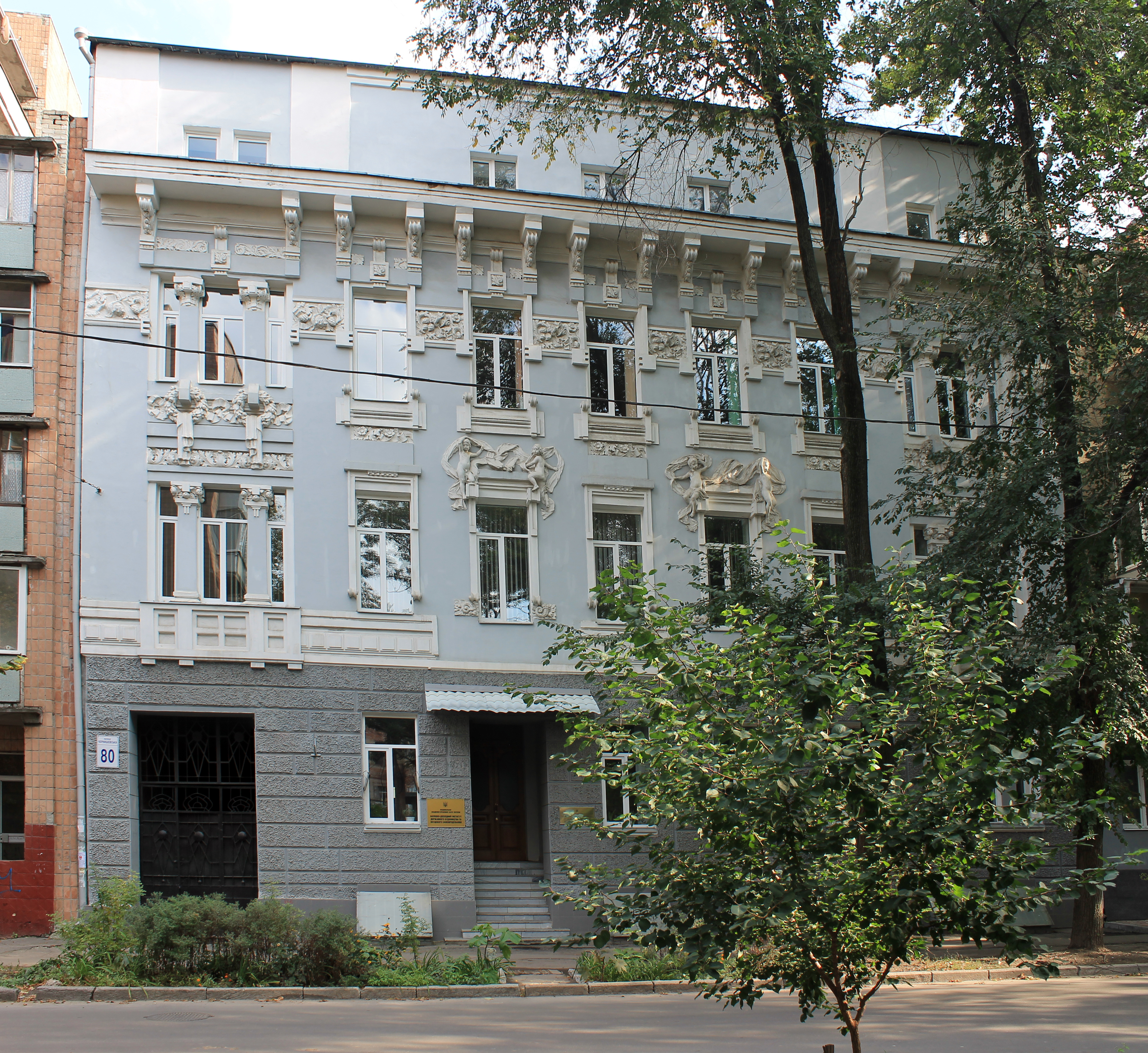
Чернишевська, 80

- Буд. № 1 — Провіантський магазин. Арх. П. А. Ярославський, 1785—1789 рр. Побудований для зберігання запасів зерна для військових частин на випадок воєнних дій, а також для місцевих мешканців і для посіву в неврожайні роки. Запаси зерна поповнювалися щорічно і поступово замінювалися з нових урожаїв раз на 10 років. Будинок використовувався за призначенням до початку XXІ ст., згодом будівлю було приватизовано, внутрішні інтер'єри зруйнували. В будівлі розміщувались магазини, нині вона використовується лише частково.[4]
- Буд. № 2 — Пам'ятка архітектури Харкова. Проєктний інститут. Арх. В. І. Пушкарьов, 1948 р.
- Буд. № 4 — Пам. арх. Житловий будинок. Арх. невідомий, поч. XX ст.
- Буд. № 6 — Будинок, у якому містилася художня школа М. Д. Раєвської-Іванової.
- Буд. № 14 — Пам'ятка арх. національного значення. Садибний будинок із флігелями. Належав міському секретарю Дмитру Федоровичу Сердюкову, згодом — його нащадкам. У 1850-ті рр. будинок і флігель усередині двору було розширено, фасад будівлі позбувся частини свого декору. Націоналізований у 1920 р. Арх. П. А. Ярославський, В. Н. Лобачевський, 1804-1814 рр. Двічі був відреставрований, під час другої реставрації йому повернуто первозданний вигляд (арх. Лопатько В. М.).[5]
- Буд. № 16 — Пам. арх. Житловий будинок. Арх. Н. І. Салтиков, прибл. 1890 р. Нині пологовий будинок.
- Буд. № 20 — Пам. арх. Особняк. Арх. С. Г. Гінгер, за уч. В. В. Величка, 1904 р. Нині лікувальна установа.
- Буд. № 24 — Пам. арх. Особняк. Арх. невідомий, к. XIX ст. Нині дитячий садок.
- Буд. № 25 — Пам. арх. Прибутковий будинок міщанина Андрія Петровича Куксіна[6]. Арх. невідомий, 1912 р. Був пошкоджений під час вибуху на його подвір'ї російської ракети у березні 2022 р. (пожежа знищила верхній поверх, значно пошкоджено інші, вибито вікна та двері).[7]
- Буд. № 26 — Пам. арх. Прибутковий будинок за проєктом арх. М. І. Дашкевича, 1899 р. Побудований дійсним статським радником П. О. Карповим. У 1920-х роках у цьому будинку проживав український письменник Василь Еллан-Блакитний.[2]
- Буд. № 27 — Пам. арх. Особняк. Арх. В. Х. Нємкін, 1888 р. Будинок був побудований О. К. Погорелком, в подальшому міським головою, для своєї сім'ї. Нині лікувальна установа.
- Буд. № 37 — Колишній будинок харківського міського землеміра Костянтина Павловича Первухіна, батька художника Костянтина Костянтиновича Первухіна та літератора і журналіста Михайла Костянтиновича Первухіна. Арх.: фасад — він же, план будинку — Андрій Олександрович Томсон, 1874 р. Частково перебудований пізніше.[8]
- Буд. № 45 — Колишній будинок Софії Мігріної, дружини статського радника. Побудований за проєктом В. Стабельського, близько 1888 року.[9] Сучасне використання будівлі — Релігійна громада «Салтівська» церкви Ісуса Христа Святих останніх днів м. Харкова.[10]
- Буд. № 59 — Пам. арх. Особняк. Арх. імов. О. М. Гінзбург, поч. XX ст. Нині відділення Спілки письменників України.
- Буд. № 60 — Пам. арх. Гімназія товариства вчителів. Арх. Ю. С. Цауне, 1909 р. Нині навчальний корпус юридичного факультету педагогічного університету ім. Григорія Сковороди.
- Буд. № 63 — Пам. арх. Житловий будинок. Арх. М. Н. Штандель, 1926 р.
- Буд. № 66 — Пам. арх. Прибутковий будинок Покровського. Архітектор Покровський Володимир Миколайович побудував його в 1913 р. для себе і своєї сім'ї. Він мав намір жити в цьому будинку в одній з квартир, а інші здавати в оренду. Але витрати на будівництво виявилися занадто високими, будинок не був закінчений у запроєктованому вигляді, закладений в банк і згодом перепроданий. Нині офісна будівля.
- Буд. № 79 — Пам. арх. Приватна жіноча гімназія. Арх. В. М. Покровський, за уч. П. В. Величка, 1914 р. Так званий «будинок з химерами» прикрашений скульптурами, серед яких і зображення авторів-архітекторів. Цікаво, що ці портрети були внесені у проєкт сестрами Покровського без його відома. Нині навчальний корпус університету мистецтв ім. І. Котляревського.
- Буд. № 80 — Пам. арх. Прибутковий будинок. Арх. М. Г. Диканський, 1905 р. Нині Інститут державного будівництва і місцевого самоврядування.
- Буд. № 88 — Пам. арх. Житловий будинок. Арх. імов. С. В. Григор'єв, 1928 р.
- Буд. № 94 — Національний університет цивільного захисту України.
- Буд. № 96 — Пам. арх. Житловий будинок. Арх. І. Р. Таранов-Бєлозеров, М. Л. Мовшович, В. П. Костенко, 1931 р.

## Державні установи
- Буд. № 41 — Податкова інспекція Київського району м. Харків;[11]
- Буд. № 48 — Харківський обласний центр з гідрометеорології.[12]
- Буд. № 51 — Обласний центр по нарахуванню і виплаті допомоги і контролю за нарахуванням і виплатою пенсій; Обласний центр по нарахуванню і здійсненню соціальних виплат.[13]

- Буд. № 55 — Київська районна адміністрація у м. Харкові; Приймальня голови державної адміністрації Київського району м. Харкова та інші державні й громадські організації.

- Буд. № 72 — ДП «Східний експертно-технічний центр Держпраці».[14]

## Заклади культури

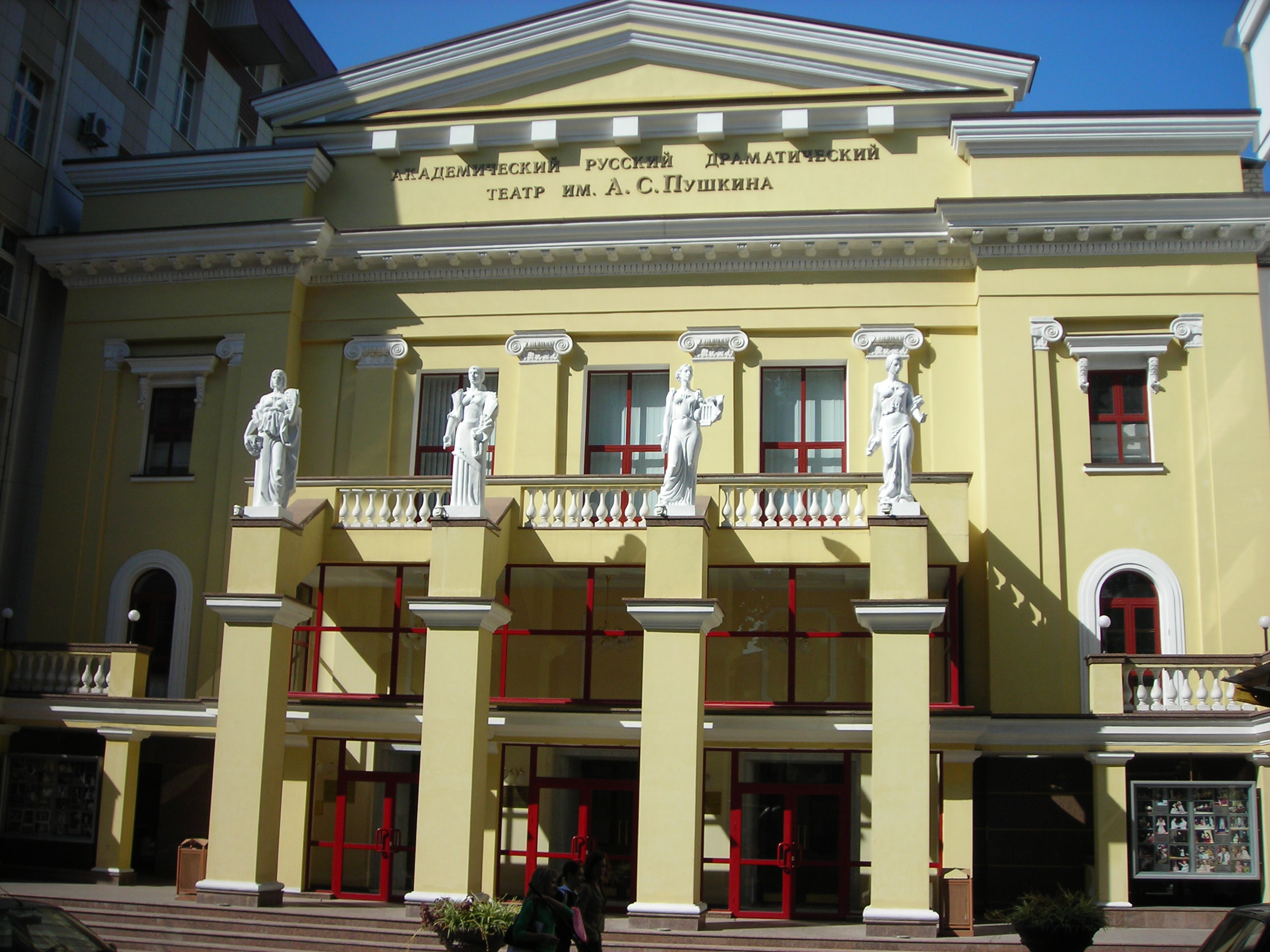
Харківський академічний драматичний театр

- Буд. № 11 — Харківський академічний драматичний театр. Побудований за проєктом арх. О. Г. Молокіна, імов. у 1927 р. Будівля благополучно пережила німецьку окупацію, але в 1978 р. театр згорів. Тільки у 2003 р. було завершено реконструкцію театру після пожежі.
- Буд. № 15 — Центральна дитяча бібліотека ім. М. Островського. Харківська міська художня галерея ім. С. В. Васильківського.[15] Будинок було зведено в 1930-х роках на фундаменті грандіозного Театру масового музичного дійства, запроєктованого братами-архітекторами Весніними на місці знищеного кладовища і храму. В цьому будинку мали розміщуватись артистичні гримерні та підсобні приміщення. Сам театр, за проєктом, займав місце по обидва боки Сумської вулиці.[2] Довести будівництво театру до кінця не спромоглись і побудували житловий будинок.

## Пам'ятники

Погруддя Михайла Коцюбинського

- У сквері на початку вулиці, перед буд. № 2, встановлено пам'ятник М. М. Коцюбинському, українському письменнику. Ск. П. Л. Рябінін, арх. А. А. Алло, 1957 р.
- Навпроти бібліотеки ім. Островського (вул. Чернишевська, 15) встановлено пам'ятник М. О. Островському.
- На розі вул. Чернишевськї, 15 та вул. Раднаркомівської у 2004 р. встановлено пам'ятник меценату, банкіру і громадському діячеві О. К. Алчевському.
- Навпроти буд. № 18, на стіні Головного управління МВС України Харківської області, у 2008 р. встановлено меморіальну дошку, присвячену трагічній події. На цьому місці було обласне управління НКВС і його внутрішня тюрма. Навесні 1940 року тут були вбиті 3809 офіцерів війська польського з табору в Старобільську та майже 500 польських громадян привезених з інших тюрем НКВС.
- В кінці Чернишевської, у сквері перед вул. Весніна встановлено стелу «Підпільникам і партизанам Харківщини». Ск. Д. Г. Сова, Я. І. Жуковська, арх. Е. Ю. Черкасов, А. О. Максименко, [1978] р.

## Транспорт
Чернишевська — вулиця з одностороннім рухом. З початку вулиці до вулиці Гіршмана напрямок руху від центру міста, а від кінця до вулиці Гіршмана — рух в напрямку центру. Громадський транспорт Чернишевською вулицею не ходить. У кінці Чернишевська перетинається з вулицею Весніна, по якій курсують трамваї і автобуси. Найближчі до Чернишевської станції метро — Архітектора Бекетова (до неї 200 м) і Університет (280 м).

## Цікаві факти
Ще на початку XX ст. на Чернишевській вулиці було багато незабудованих місць і пустирів. На одному з них 8 травня 1910 р. відбувся перший у Харкові офіційний футбольний матч.